# Theo K. Heckel
Theo K. Heckel
Deutscher Neutestamentler.
Leben
Geboren 1962. Studium evangelische Theologie und Philosophie in Erlangen, Kiel und Tübingen. Dr. theol. Erlangen 1991; Dr. theol. habil. 1998 Erlangen. Apl. Professor Erlangen 2005. Vertretungsprofessuren in Frankfurt 2000/2001; Erfurt 2001; Greifswald 2002/03; Halle 2005; Erlangen 2016. Pfarrer in der evangelischen Landeskirche Bayern.
Werke
Theo K. Heckel: Der Innere Mensch, Tübingen 1993 (WUNT II 53).
Theo K. Heckel: Vom Evangelium des Markus zum viergestaltigen Evangelium, Tübingen 1999 (WUNT 120).
Theo K. Heckel: Die Briefe des Jakobus, Petrus, Johannes und Judas, Göttingen 2019 (NTD 10).
Podcast: Jakobus bei "Worthaus,", 100 Minuten, 2025.